# Melanotaenia maylandi
Mayland's rainbowfish (Melanotaenia maylandi) là một loài cá thuộc họ Melanotaeniidae. Nó là loài đặc hữu của West Papua in Indonesia.